# Иосиф (Шмондюк)
Иосиф Михаил Шмондюк (укр. Йосиф Шмондюк, англ. Joseph Michael Schmondiuk; 6 августа 1912, Уолл, Пенсильвания, США — 25 декабря 1978, Филадельфия, США) — епископ стемфордский с 14 августа 1961 года по 29 сентября 1977 года, архиепископ филадельфийский Украинской грекокатолической церкви с 29 сентября 1977 года по 25 декабря 1978 год.

## Биография
Иосиф Шмондюк родился 6 августа 1912 года в семье украинских грекокатоликов. Обучался богословию в Папской украинской коллегии святого Иосафата в Риме. 9 марта 1936 года Иосиф Шмондюк был рукоположён в священника.
20 июля 1956 года Римский папа Пий XII назначил Иосифа Шмондюка титулярным архиепископом Зеугмы Сирийской и вспомогательным епископом филадельфийской архиепархии. 8 ноября 1956 года Иосиф Шмондюк был рукоположён в епископа, которое совершил архиепископ филадельфийский Константин Богачевский в сослужении с епископом стемфордским Амвросием Сенишиным и экзархом грекокатоликов-русинов в США Николаем Элко.
14 августа 1961 года Иосиф Шмондюк был назначен стемфордским епископом.
20 сентября 1977 года был назначен митрополитом филадельфийским.
Иосиф Шмондюк скончался 25 декабря 1978 года в Филадельфии.